# Kambodžský riel
Kambodžský riel (រៀល) je od roku 1953 měnou Kambodže. Používá kód KHR. Mince mají hodnotu 50, 100, 200 a 500 rielů a bankovky 50, 100, 500, 1000, 2000, 5000, 10 000, 20 000, 50 000 a 100 000 rielů. 1/10 rielu se nazývá kak, 1/100 se nazývá sen, vzhledem k inflaci (4,7 %) nejsou ani kakové, ani senové mince. V době vietnamské invaze se používal dong. V důsledku mírové operace OSN z roku 1993 je všeobecně přijímaným oběživem americký dolar.

## Mince a bankovky
- Většina mincí se nepoužívá kvůli nízké hodnotě.
- Nejvíce používány jsou bankovky v hodnotě 100, 500, 1000, 2000, 5000, 10 000, 20 000 a 50 000 rielů; bankovky v hodnotě 50 rielů a 100 000 rielů se používají zřídka.
- Na měně jsou zobrazovány ruiny starých chrámů (Angkor Vat) a výjevy z mýtů a historie.